# 公孫茲
公孫 茲（こうそん じ、? - 前644年）は、中国春秋時代の魯の政治家。三桓氏（魯の公族）のひとつである叔孫氏の第2代当主。叔牙の長男。姓は姫、氏は叔孫、諡は戴。叔孫戴伯と呼ばれる。

## 生涯
前662年、当時危篤だった荘公の後継として、父の叔牙は次兄の慶父を擁立する動きを見せるが、公子斑を薦める季友に、子孫の無事と引き換えに自害を迫られた。叔牙は毒酒を飲んで自害したが、約束通り公孫茲がその後を継いで、叔孫氏を立てた。
前656年、公孫茲は齊、宋、衛、鄭、許、曹と協力して陳を攻撃した。
前655年、公孫茲は牟に行き、夫人を迎えた。
前644年、公孫茲は死去した。